# Lucas Dauge
Lucas Dauge, né le 28 décembre 1996 à Châteauroux-les-Alpes, est un coureur cycliste français. Il est membre de l'équipe Novo Nordisk.

## Biographie
Lucas Dauge est originaire de Châteauroux-les-Alpes, une commune située au cœur du Dauphiné. Ancien skieur, il commence le cyclisme à l'âge de quinze ou seize ans,. À dix-huit ans, on lui décèle un diabète de type 1. Ce diagnostic ne met toutefois pas un terme à sa carrière cycliste.
En 2017, il évolue sous les couleurs du club M. Santé Cyclisme. Il intègre ensuite en 2018 la réserve de l'équipe Novo Nordisk, réservée aux diabétiques de type 1. Dans le même temps, il poursuit ses études et obtient une licence professionnelle GDOSSL ainsi qu'une licence STAPS.
Lors de la saison 2020, il se distingue en obtenant plusieurs places d'honneur sur des courses turques. Après ses bons résultats, il passe professionnel en 2021 chez Novo Nordisk. Une lourde chute durant l'hiver le contraint cependant à suivre une longue convalescence. Il ne reprend la compétition qu'au mois de septembre sur la Classic Grand Besançon Doubs. L'année suivante, il joue de malchance en se fracturant la clavicule sur le Sibiu Cycling Tour. Il est néanmoins conservé par ses dirigeants en 2023.

## Palmarès et résultats

### Palmarès par année
- 2018
  - Battle of Lewisburg Road Race
- 2019
  - Championnats de Caroline sur route

### Classements mondiaux
| Année           | 2020   |
| --------------- | ------ |
| UCI Europe Tour | 1 355e |